# Калон сир ла Лис
Калон сир ла Лис (фр. Calonne-sur-la-Lys) насеље је и општина у североисточној Француској у региону Север-Па д Кале, у департману Па де Кале која припада префектури Béthune.
По подацима из 2011. године у општини је живело 1616 становника, а густина насељености је износила 146,91 становника/km². Општина се простире на површини од 11 km². Налази се на средњој надморској висини од 18 метара (максималној 19 m, а минималној 13 m).

## Демографија
| 1962. | 1968. | 1975. | 1982. | 1990. | 1999. | 2011. |
| ----- | ----- | ----- | ----- | ----- | ----- | ----- |
| 1.214 | 1.193 | 1.134 | 1.366 | 1.493 | 1.508 | 1.616 |

График промене броја становника у току последњих година